# NGC 2381
NGC 2381 est une galaxie spirale barrée située dans la constellation de la Carène. NGC 2381 a été découverte par l'astronome britannique John Herschel en 1834. L'anneau externe qui ceinture la galaxie est très visible sur l'image de la galaxie.

## Caractéristiques
Sa vitesse par rapport au fond diffus cosmologique est de 3 257 ± 16 km/s, ce qui correspond à une distance de Hubble de 48,0 ± 3,4 Mpc (∼157 millions d'al).
La classe de luminosité de NGC 2381 est I et elle présente une large raie HI.

## Groupe de NGC 2369
NGC 2381 fait partie d'un groupe de galaxies d'au moins 6 membres, le groupe de NGC 2369. Outre NGC 2381 et NGC 2369, les autres galaxies du groupe sont NGC 2369A (PGC 20640), IC 2200, NGC 2417 et IC 2200A (PGC 21062).